# Godfrey Macdonald (3e baron Macdonald)
Godfrey Bosville Macdonald, 3e baron Macdonald de Sleat (14 octobre 1775 Édimbourg, Écosse – 13 octobre 1832 Bridlington, Angleterre) est un noble écossais. 

## Jeunesse
Il est le deuxième fils d'Alexander Macdonald (1er baron Macdonald) (c.1745-1795) et Elizabeth Diana Bosville (1748-1789). Il succède à son frère aîné Alexander Macdonald, 2e baron Macdonald, dans la baronnie le 19 juin 1824.
Il fait ses études à la Harrow School et s'inscrit à l'Oriel College, Université d'Oxford, le 17 décembre 1792.

## Carrière
Il obtient le grade d'enseigne en 1794, servant dans le Loyal Kelso Regiment et le King's Royal Rifle Corps. Il obtient ensuite le grade de capitaine, en 1796, servant dans le 86e régiment d'infanterie et le grade de lieutenant, la même année, tout en servant avec le 70e (Surrey) régiment d'infanterie. Il obtient ensuite les grades de major, au service du 55e régiment d'infanterie, et de lieutenant-colonel, au service des South Wales Borderers. Il obtient le grade de lieutenant-colonel en 1808 au service des Grenadier Guards. Il devient colonel breveté, en 1811, major-général, en 1814, et lieutenant-général en 1830.
Il combat dans l'expédition d'Ostende en 1798 puis dans les Antilles britanniques de 1801 à 1802. Il combat dans la reconquête du cap de Bonne-Espérance entre 1805 et 1806, sous David Baird, 1er baronnet puis dans la Guerre d'indépendance espagnole en 1812.

## Mariage et descendance
Le 29 décembre 1803 à Norwich, il épouse Louisa Maria La Coast (4 février 1781, Esher, Surrey – 10 février 1835, Bossall, Yorkshire), qui aurait été la fille illégitime du prince William Henry., duc de Gloucester et d'Édimbourg (1743-1805) et d'Almeria Carpenter, fille de George Carpenter (1er comte de Tyrconnell), mais baptisée à Leatherhead en 1781 en tant que fille de Farley Edser. Ils ont trois enfants nés avant leur mariage (légitimes par la loi écossaise, mais pas par la loi irlandaise) et dix enfants nés après leur mariage.
- Alexander William Robert Bosville (12 septembre 1800 - 22 septembre 1847) ; sa fille Julia épouse Henry Willoughby (8e baron Middleton)
- William Macdonald (1801 – vers 1805)
- Louisa Bosville Macdonald (16 septembre 1802 - 1er septembre 1854) ; épouse John Hope, 5e comte de Hopetoun. Ses descendants sont les marquis de Linlithgow
- Elizabeth Diana Bosville Macdonald (27 février 1804 - 9 juin 1839)
- Julia Bosville Macdonald (30 octobre 1805 – 11 juin 1884)
- Susan Hussey Bosville Macdonald (25 août 1807 - 5 novembre 1879)
- Godfrey William Wentworth Bosville-Macdonald, 4e baron Macdonald (16 mars 1809 - 25 juillet 1863)
- James William Bosville Macdonald (né le 31 octobre 1810)
- Diana Bosville Macdonald (12 avril 1812 - 8 décembre 1880) ; sa fille Diana Smyth épouse Henry Lascelles (4e comte de Harewood)
- Jane Bosville Macdonald (25 mai 1815 – 13 janvier 1888)
- Marianne Bosville Macdonald (27 juillet 1816 – 12 juillet 1876); épouse le capitaine Henry Martin Turnor, fils d'Edmund Turnor ; leur fille épouse le 3e comte d'Eldon
- William Bosville Macdonald (27 septembre 1817 – 11 mai 1847)
- Octavia Sophia Bosville Macdonald (v. 1819 – 22 janvier 1897)

## Héritage et changement de nom
Il hérite de son oncle William Bosville, décédé célibataire en 1813, de la quasi-totalité de sa fortune et de ses domaines, notamment Gunthwaite dans le Yorkshire . Conformément aux termes du legs, par licence royale, le 11 avril 1814, il change son nom de famille en Bosville et plus tard le 20 juillet 1824 en Bosville-Macdonald .